# Eupithecia pseudotsugata
Eupithecia pseudotsugata är en fjärilsart som beskrevs av Mackay 1951. Eupithecia pseudotsugata ingår i släktet Eupithecia och familjen mätare. Inga underarter finns listade i Catalogue of Life.